# Спляча красуня бабусі О'Грімм
«Спля́ча красу́ня бабу́сі О'Грі́мм» (англ. Granny O'Grimm's Sleeping Beauty) - короткометражний мультфільм  2008 року, створений за допомогою технологій  комп'ютерної та  флеш-анімації. Жанр - соціальна сатира з елементами  чорного гумору. Мультфільм номінувався на  «Оскар»  у 2010 році в категорії « Найкращий анімаційний короткометражний фільм », але програв мультфільму  «Логорама».

## Створення образу
Спочатку бабуся О'Грімм з'явилася як персонаж в скетч-шоу Кетлін О'Рурк. Режисер Ніки Фелан, побачивши бабусю, вирішив, що вона гідна стати головним героєм окремого мультфільму. У 2008 році мультфільм був створений на студії Brown Bag Films, автор скетч-шоу О'Рурк сама озвучила бабусю О'Грімм.

## Сюжет
За сюжетом мультфільму маленька, кучерява дівчинка, (цей персонаж не має слів, бабуся її зве «Моя любов») не спить і до неї приходить її бабуся щоб росповісти казку на ніч. Бабуся О'Грімм зловісна та ексцентрична, згорблена літня жінка, з високою зачіскою і хриплим голосом. Вона вирішує росповісти казку онуці про «Сплячу красуню», але в своїй інтерпретації. Маленька онука боїться слухати її страшні казки. За версією бабусі, колись давно у короля і королеви народилась дуже гарна дівчинка (її ім'я за сюжетом мультфільму «Красуня») і її батьки вирішили влаштувати бенкет з приводу її хрестин. На бенкет прийшли всі лісові феї, не прийшла тільки найстаріша. Як пояснює сама бабуся О'Грімм причиною цього було те, що ніхто не хотів бачити «цю стару, смердючу фею», що буде весь час «бубніти про щось своє». Проте стара фея вирішила прийти щоб провчити гостей бенкету. Стара фея — це сама бабуся О'Грімм в образі феї. Королева почала оправдовуватись і просити пробачення за те, що не запросила її, бо думала, що це може викликати незручності для самої феї. Одна молода фея сказала, що взагалі вважала ніби ця стара фея вже давно померла. Бабуся питає в онуки, як та гадає: фея змогла пробачити їх? Онука сподівається, що так і трапилось, але бабуся О'Грімм лиховісно сміється і розповідає далі — розлючена фея накладає на всіх страшне прокляття — всі мають померти, як тільки заснуть. На цьому закінчується казка. Бабуся бажає своїй онуці приємних снів і висловлює сподівання, що вони зустрінуться у ранці «з Божою допомогою»... Але тепер маленька дівчинка не може заснути взагалі.     

## Особливості мультфільма
Прізвище бабусі, це видозмінене на ірландський лад прізвище братів-казкарів Грімм. 
Ще є один короткометражний мультфільм де бабуся О'Грімм поздоравляє усіх з Різдвом  та один зовсім коротенький так званий «Повідомлення бабусі О'Грімм Оскару».
Мультфільм сповнений сатири та гіркої іронії — попри будь-який характер жодна людина не хоче залишатись самотньою та покинутою, а тим більш літня людина, якій хочеться побільше уваги до себе і відчуття своє потрібності.

## Нагороди та номінації
- У 2009 році мультфільм виграв нагороду на Ірландському кіно-телефестивалі в категорії «Найкраща анімація».
- У 2010 році мультфільм номінувався на «Оскар», але не виграв нагороди .
- Також мультфільм отримав 11 національних та міжнародних нагород, у тому числі на кінофестивалі в Ньюпорт Біч («Найкращий короткометражний фільм»), на фестивалі в Монреалі («Приз глядацьких симпатій за найкращий короткометражний фільм») і на кінофестивалі «Золоте серце» в Австралії («Найкраща комедія»).